# Меџлис
Меџлис је локална организациона јединица исламске заједнице. У хијерархијском смислу након џемата који је основна јединица, меџлис је најнижа организациона јединица и локалног је типа јер у правилу обухвата џемате једног подручја. Обично се границе једног меџлиса поклапају с управним границама једне општине. Одлуку о формирању новог меџлиса или припајању постојећег меџлиса другом меџлису доноси Сабор исламске заједнице на приједлог ријасета.
На територији Босне и Херцеговине постоји 91 меџлис.